# Keramika
Keramika (řecky „pro hrnčířství“) je směs anorganických nekovových materiálů nebo uhlíkový materiál, vyrobený pálením v peci za vysokých teplot.[zdroj?] Keramika se využívá pro výrobu nádobí, nástrojů, šperků, v sochařství, ve stavebnictví a kamnářství.
V současnosti se názvem keramika dále označují také některé hi-tech materiály, používané například ve vojenství jako součásti pancéřování. Obvykle jde o slinuté karbidy kovů (wolframu, titanu, chromu, molybdenu, tantalu, niobu a jiných), oxid hlinitý (Al2O3), různé nitridy a boridy. Mají pochopitelně i své civilní využití, karbidy kovů se používají například na různých vrtácích nebo pilách a jiných nástrojích jako takzvané hroty nebo vložky z tvrdokovu – nejběžnějším příkladem je vrták do betonu s hrotem z „vidia“.[zdroj?]

## Prehistorie

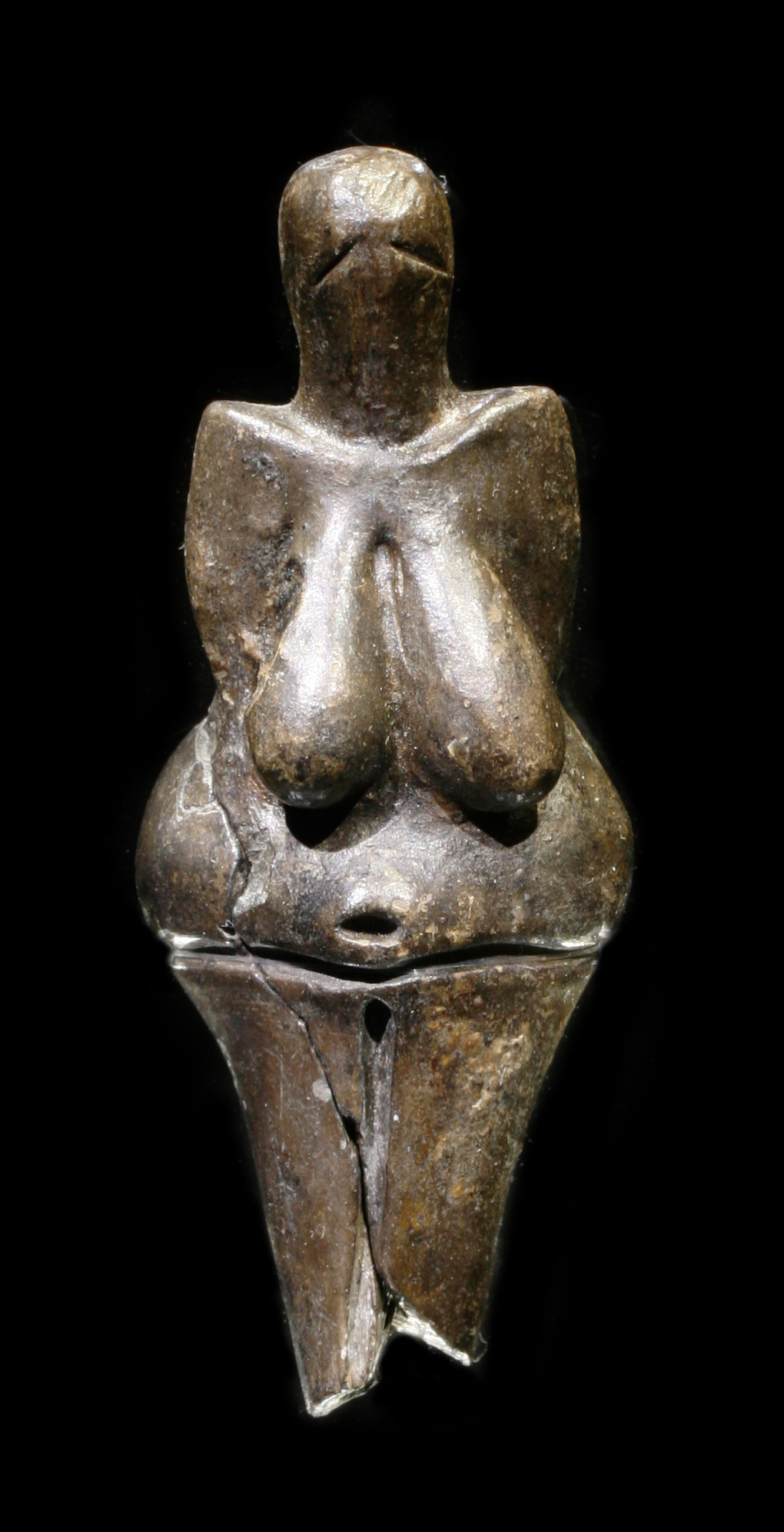
Věstonická venuše, nejstarší známá keramická soška na světě

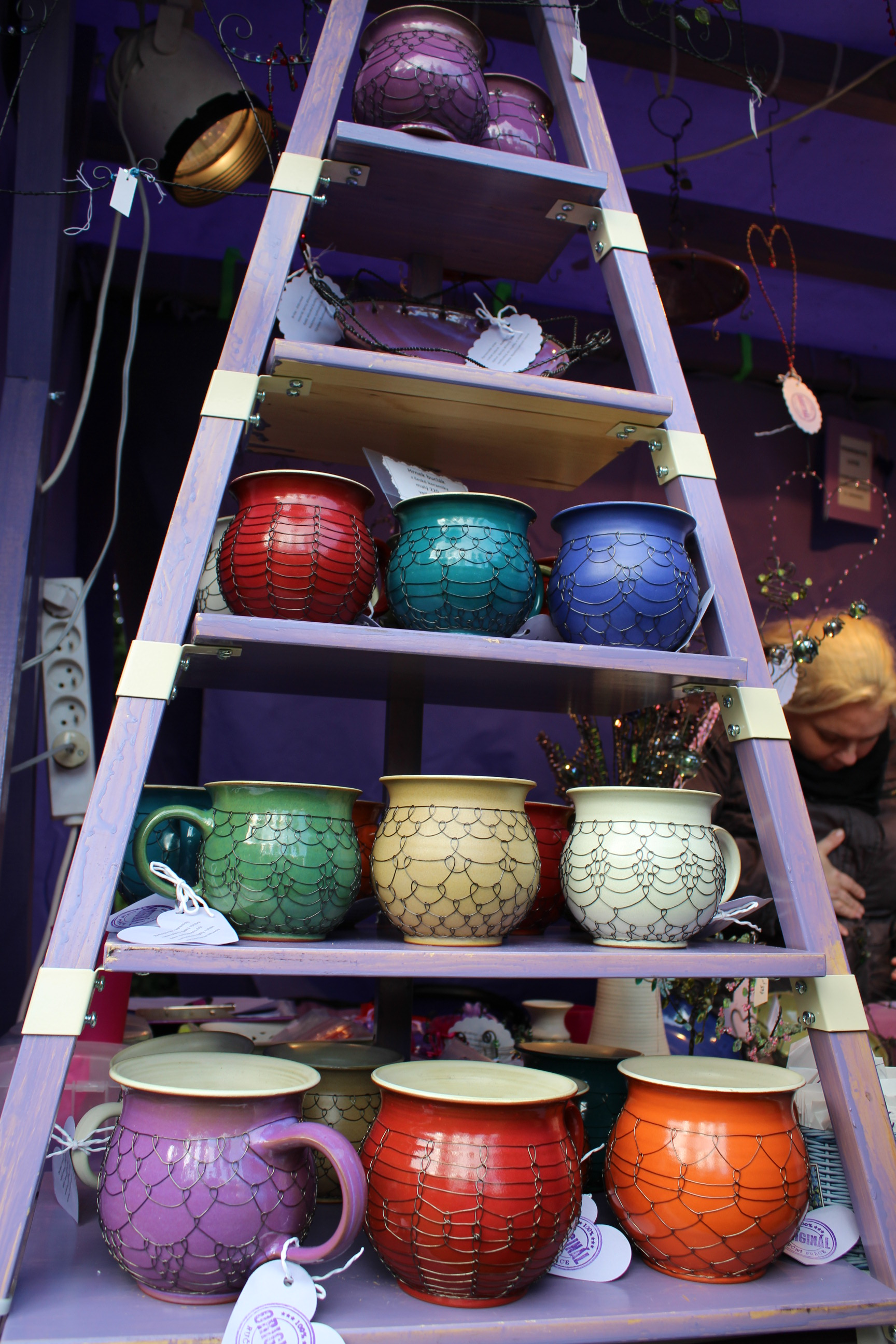
Keramické hrnky opatřené drátkováním

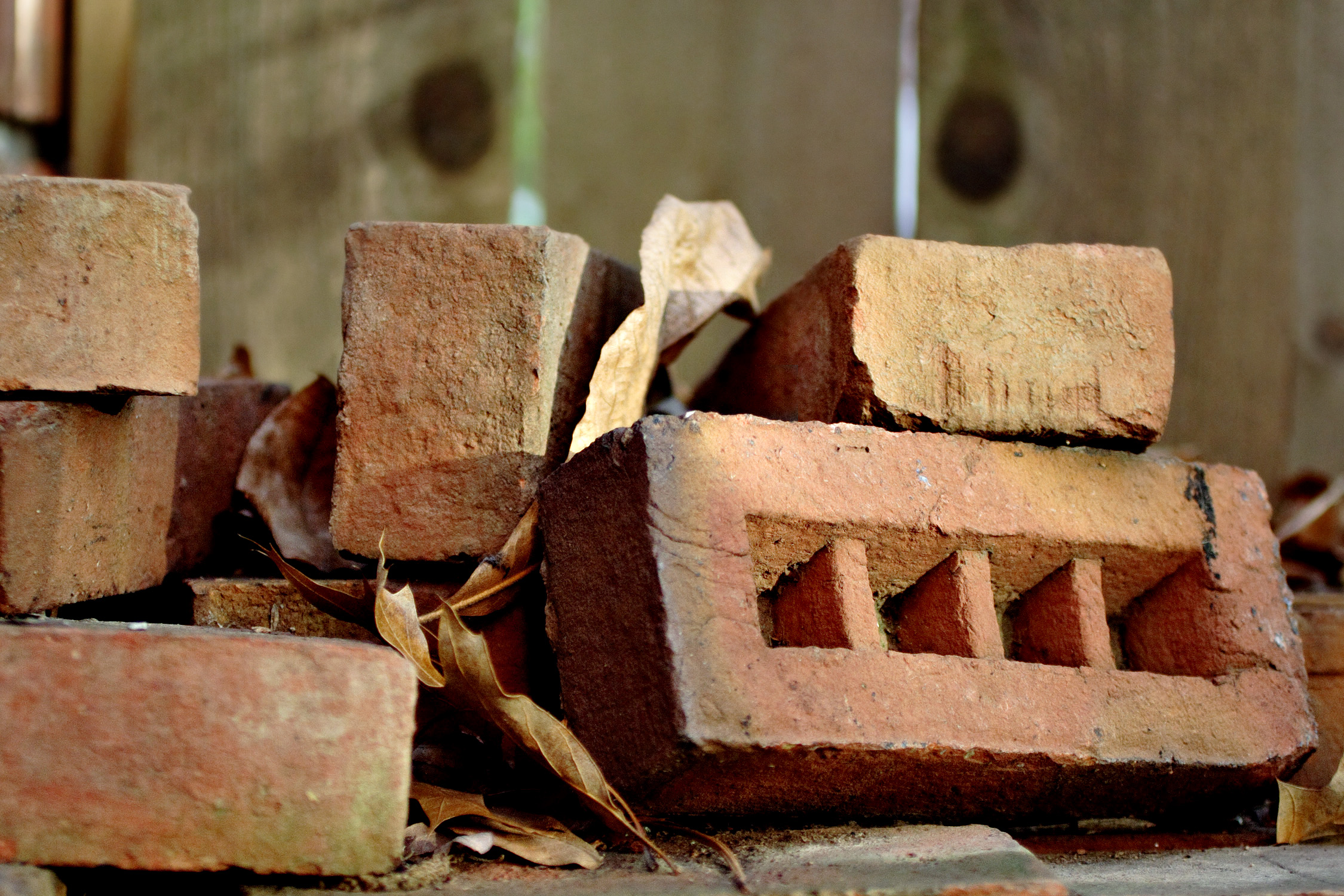
Pálené cihly

Keramika patří k nejstarším řemeslným dovednostem člověka od pravěku. Vyvinula se z výroby hliněných předmětů, původně sušených na slunci. Výpal v peci se objevuje v mladém paleolitu, konkrétně gravettienu, resp. pavlovienu. Šlo o hliněné sošky, které se však vyskytovaly pouze izolovaně a brzy vymizely. Např. věstonická venuše z první poloviny třetího desetitisíciletí př. n. l., která je kromě sochařské hodnoty světoznámá technologií vypálení z hlíny, nikoliv jako jiné soudobé sošky, rytá z mamutoviny či kamene. Nejstarším místem výskytu mladopaleolitické keramiky na světě jsou lokality pod Pavlovskými vrchy (Dolní Věstonice, Pavlov) na Moravě.
Nejstarší prehistorická užitková keramika vznikala před 17 tisíci lety. Pochází především z Japonska, kde její chronologii určuje období Džómon. Další příklady pocházejí z archeologických nálezů v Číně. Další rozvoj užité keramiky nastává v neolitu, od 5. tisíciletí př. n. l. se používá hrnčířský kruh a keramika se vyskytuje i na českém území.

## Historie
Starověk byl první zlatou érou keramiky. Pochází z území velkých říší Mezopotámie, Persie, Egypta, Řecka i Říma. Do Evropy se vedle hrubé režné keramiky, známé od pravěku, dostala ve 13. století dvěma cestami jemná keramika. Jednak to bylo prostřednictvím Maurů do Španělska: ve městech Granada, Sevilla a Malaga se produkovaly zejména pestrobarevně glazované dlaždice a obkladačky, zvané podle valérů modré barvy azuléjos. Na španělském souostroví Baleáry se od konce 14. století produkovala nejjemnější glazovaná keramika z bílé glazované hlíny, zvaná majolika podle centra na ostrově Mallorca. Vyvážela se do jižní, střední i západní Evropy, zejména do Francie a Itálie.
Od starověku by znám čínský porcelán, první zboží vyhrazené rodině císaře byl porcelán s jednobarevnou tónovanou glazurou, zvaný seladon. Od 11. století se znalost porcelánu přenesla i do Koreje a v 16. století do Japonska. Italové dováželi čínský porcelán námořními loděmi z Benátek, kam se první příklad čínského porcelánu dostal již roku 1295 do pokladnice chrámu sv. Marka. Brzy se v Toskánsku rozšířila keramika s měkčím střepem a bílou glazurou z města Faenza, zvaná fajáns. Dílny byly rozšířené i do dalších měst jako Deruta nebo Siena. Za Alpy do střední Evropy se fajáns dostala poprvé ve druhé polovině 15. století v podobě barevné střešní krytiny Svatoštěpánského dómu ve Vídni.
Moravští a západoslovenští příslušníci sekty novokřtěnců Habáni začali šířit fajáns od poslední čtvrtiny 17. století, vyznačuje se charakteristickým malovaným dekorem. Významnými centry byly Dechtice, Častá, Boleráz, Košolná, Malacky, Sobotište, Stupava, Holíč (1743), Strážnice nebo Modra.
Další inovací bylo od počátku 16. století vypalování šedé hlíny vysokým žárem na tzv. kameninu (něm. Steinzeug), jež se užívala zejména na picí nádoby a v kombinaci s modrým kobaltovým dekorem a cínovým víčkem se stala doménou německých a slezských keramiků, například v Porýní, Sasku, ve slezském městečku Bolesławiec.
Poslední technologickou novinkou byla evropská výroba porcelánu (viz samostatné heslo). Dlouho přísně utajované výrobní tajemství Číňanů se šířilo jen prostřednictvím výrobků s Východoindickou námořní společností do Nizozemí, kde vznikla první napodobenina bílé keramiky s modrým kobaltovým dekorem ve městě Delft, v Anglii ji proslavil Josiah Wedgwood. V 17. století se Florenťanům, Francouzům a Angličanům podařilo vyvinout bílou keramickou hmotu nazývanou později měkký (soft) porcelán. V 1. polovině 18. století se technologii tvrdého porcelánu (hard) podařilo dovršit ve dvou manufakturách: V saské Míšni od roku 1710 v čele pruské královské manufaktury stál chemik Johann Friedrich Böttger a za výtvarnou podobu produkce zodpovídal modelér Johann Joachim Kändler). Roku 1718 založil Francouz Du Paquier první rakouskou porcelánku ve Vídni – Augarten. Roku 1738 vznikla porcelánka ve francouzském Vincennes – Sèvres, následoval Nymphenburg v Mnichově. Během 19. století až 1. poloviny 20. století v celém světě porcelánky prosperovaly, než je po roce 1960 začaly vytlačovat syntetické materiály.

### České země

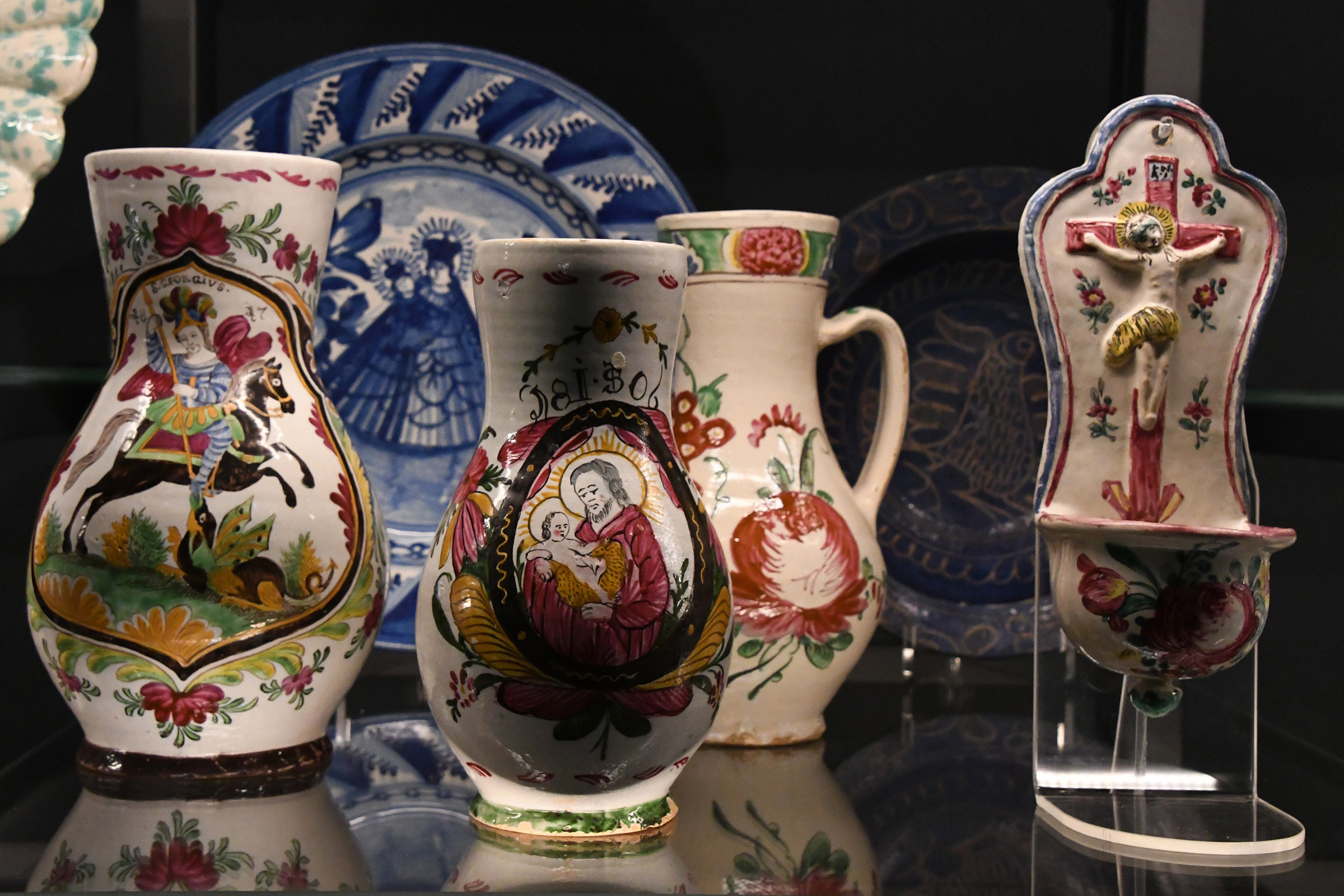
Česká a moravská keramická tvorba s lidovými motivy

K významným výrobním regionům keramiky a porcelánu se od počátku 18. století zařadily Čechy, nejprve výrobou kameniny v Týnci nad Sázavou, a dále množstvím porcelánek v severozápadních Čechách: Horní Slavkov (1789), Klášterec nad Ohří (1793), Březová (1803), Loket, Stará Role (1813), Dalovice, Praha-Smíchov, Dubí, Doubí, Trnovany, Duchcov, ad. Keramika s měkčím střepem byla nadále oblíbená, např. od firmy Ditmar a Urbach Znojmo, dále například Vranov nad Dyjí nebo Podmokly, odkud vyšel siderolit nebo teralit, na nějž se místo glazury užíval kopálový nebo jantarový lak.

## Vlastnosti keramických materiálů
- nízká elektrická a tepelná vodivost
- vysoká pevnost, ale i křehkost a s ní související velmi nízká pružnost
- vynikající odolnost proti vysokým teplotám, rychlým změnám teploty a korozi
- odolná vůči vlhkosti (úprava glazováním), chemickým vlivům a ionizujícímu záření
- stabilní fyzikální a chemické vlastnosti
- značně smrštivá při spékání
- porézní – pokud je poréznost nežádoucí, povrch se upravuje přetahem nebo polevou (glazováním)

## Dělení keramiky

### podle materiálů
- cihlářská hlína
- hrnčina
- pórovina, též bělnina
- kamenina
- kaolín

### podle výrobní technologie
- hrubá keramika lisovaná, pórovitá – cihlářské výrobky, dlaždice
- režná keramika točená na kruhu, formovaná v ruce – hrnčířské výrobky, cihlářské výrobky
- jemná keramika s povrchovou úpravou
  - solný přetah
  - poleva (glazura)
  - lak

### podle chemického složení
- silikátová
- bezsilikátová
- oxidová
- bezoxidová

## Využití

### Domácnost
- nádobí
  - stolní: hrnky, koflíky, talíře, mísy, podnosy, džbány, svícny,
  - kuchyňské: zapékací mísy, kamnovce, čepele nožů, ap.
  - kuřácké a toaletní potřeby: popelníky, dýmky, flakóny, džbány, mýdlenky
- zahradní keramika: květináče, dózy, dekorativní předměty

### Sochařství
- sochy, reliéfy, mozaiky, dekorativní předměty ap.

### Stavebnictví
- cihly
- sanitární keramika – umyvadla, záchodové mísy, pisoáry, vany
- stavební obklady – obkladačky, dlaždice, kachle
- střešní krytina
- kanalizační potrubí

### elektrotechnické účely
- izolátory a součástky silnoproudé elektrotechniky
- součástky odolné vůči náhlým změnám teploty
- konstrukční materiál pro vysokofrekvenční techniku
- kondenzátorové materiály pro vysokofrekvenční techniku

## Výroba keramického džbánku

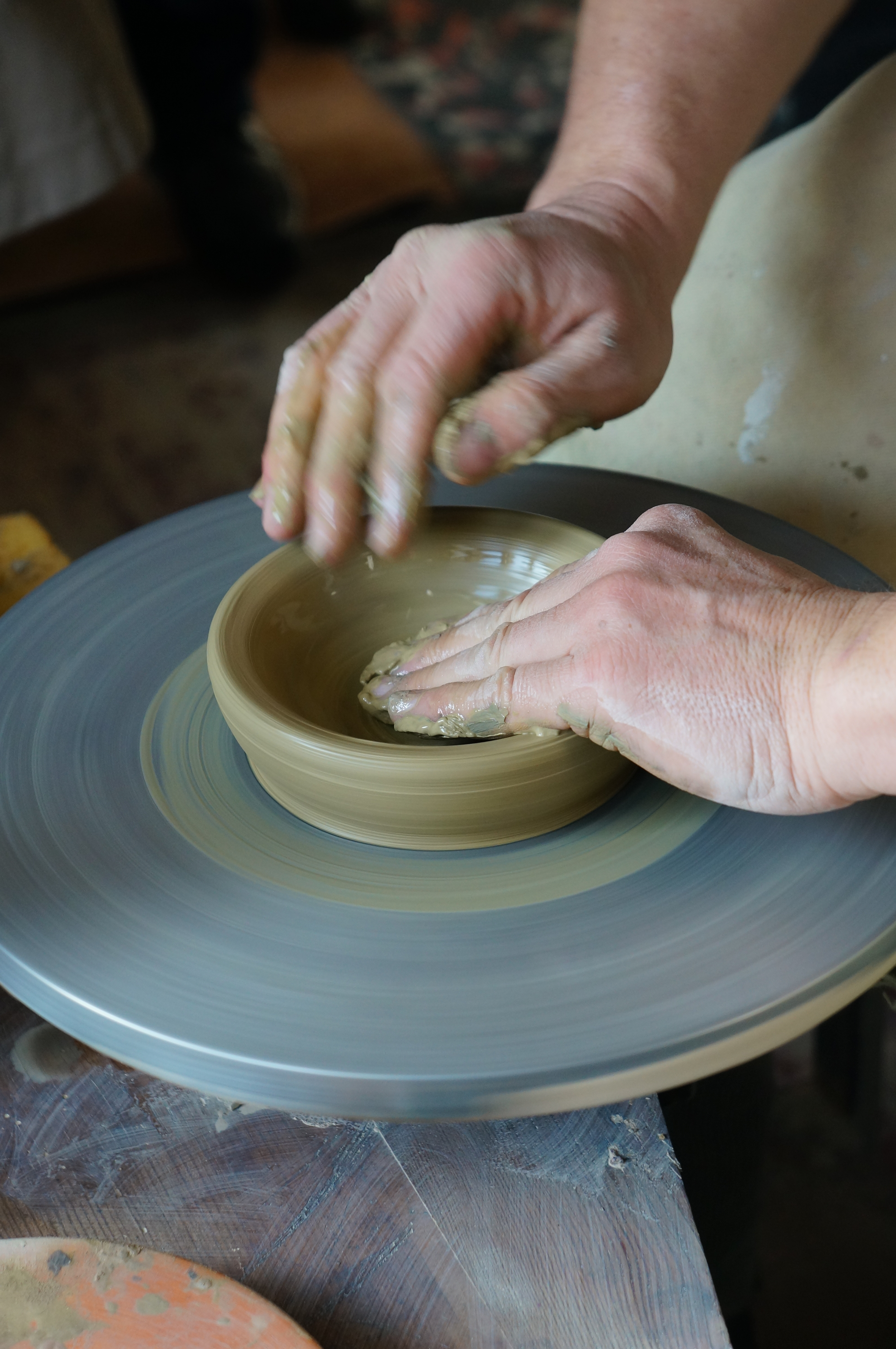
Hrouda hlíny se vycentruje do rotačního tvaru
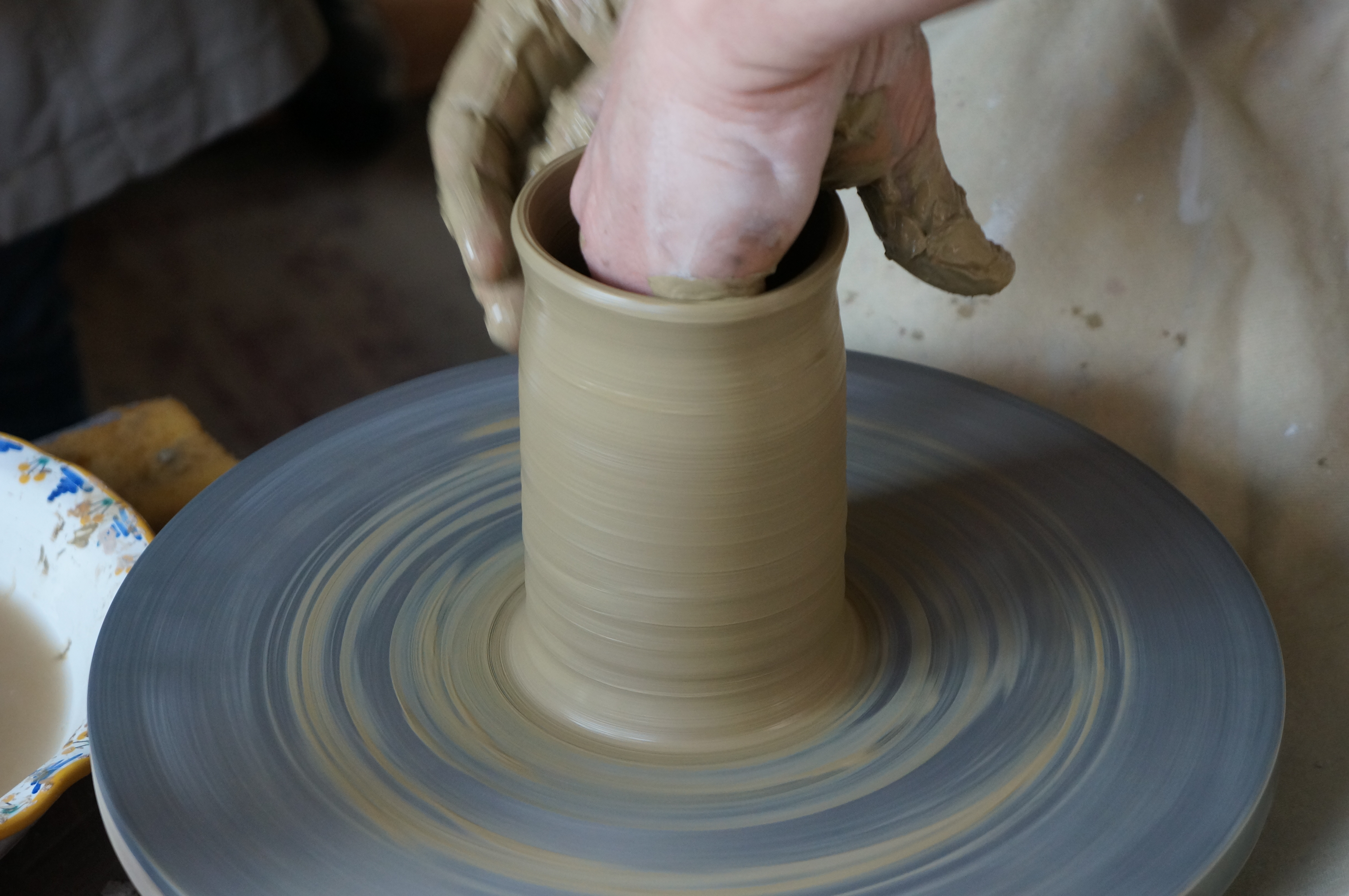
Vytáhnou a vytvarují se okraje nádoby
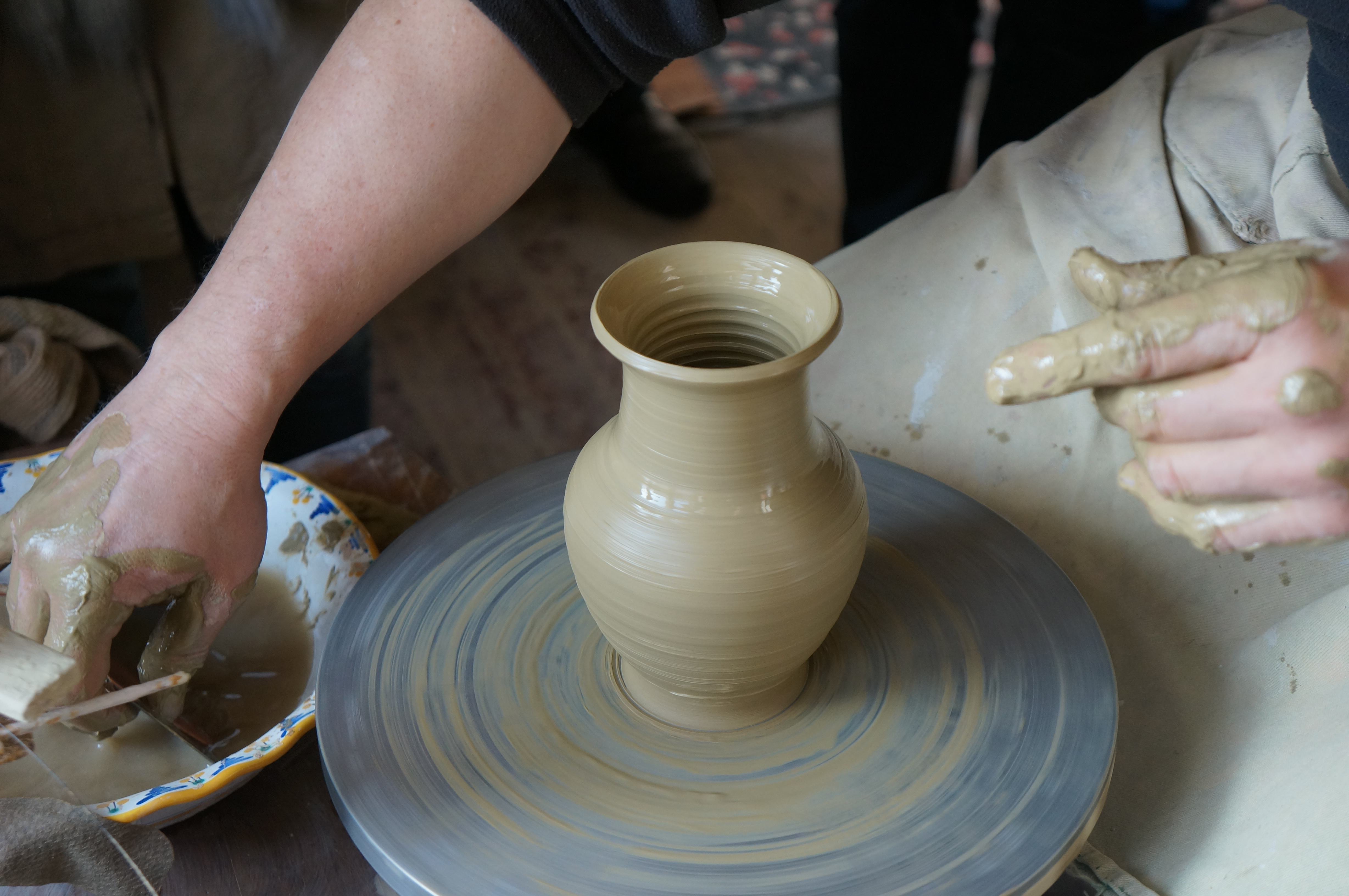
Namáčení rukou, aby po tvarovaném povrchu klouzaly
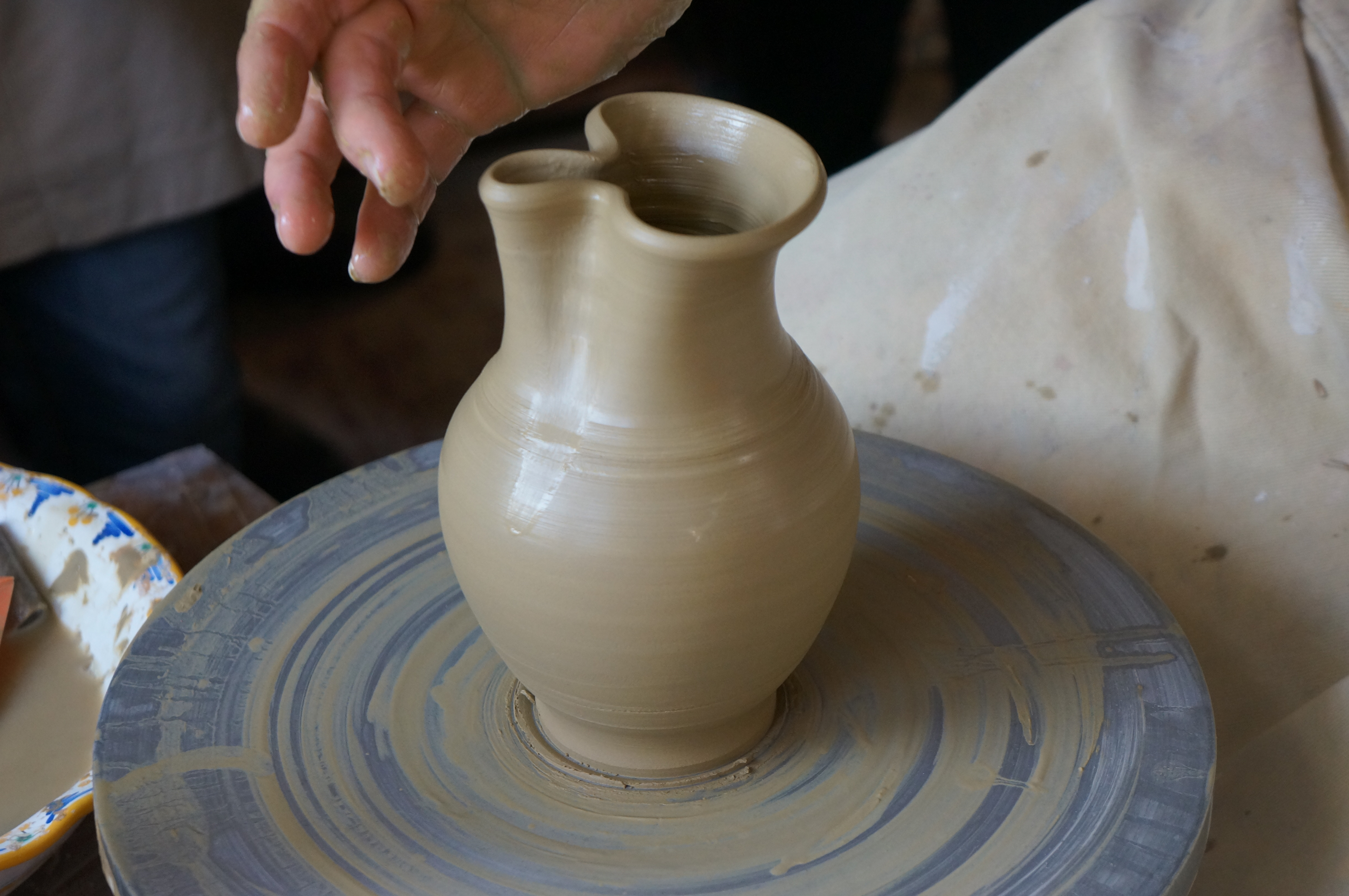
Po dotočení se vytvaruje zobáček, přilepí ucho
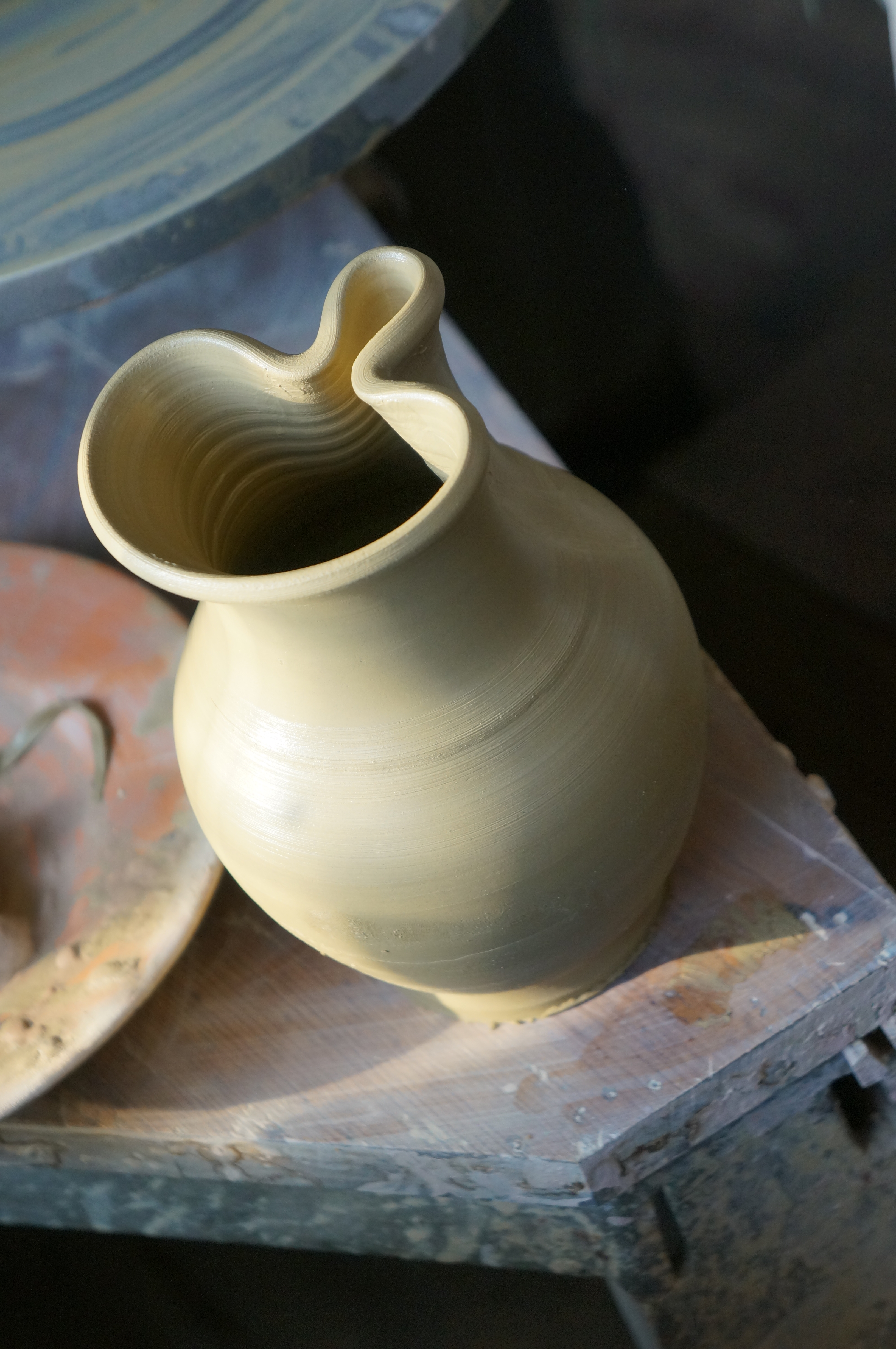
Vyschnutí – odpaření vody
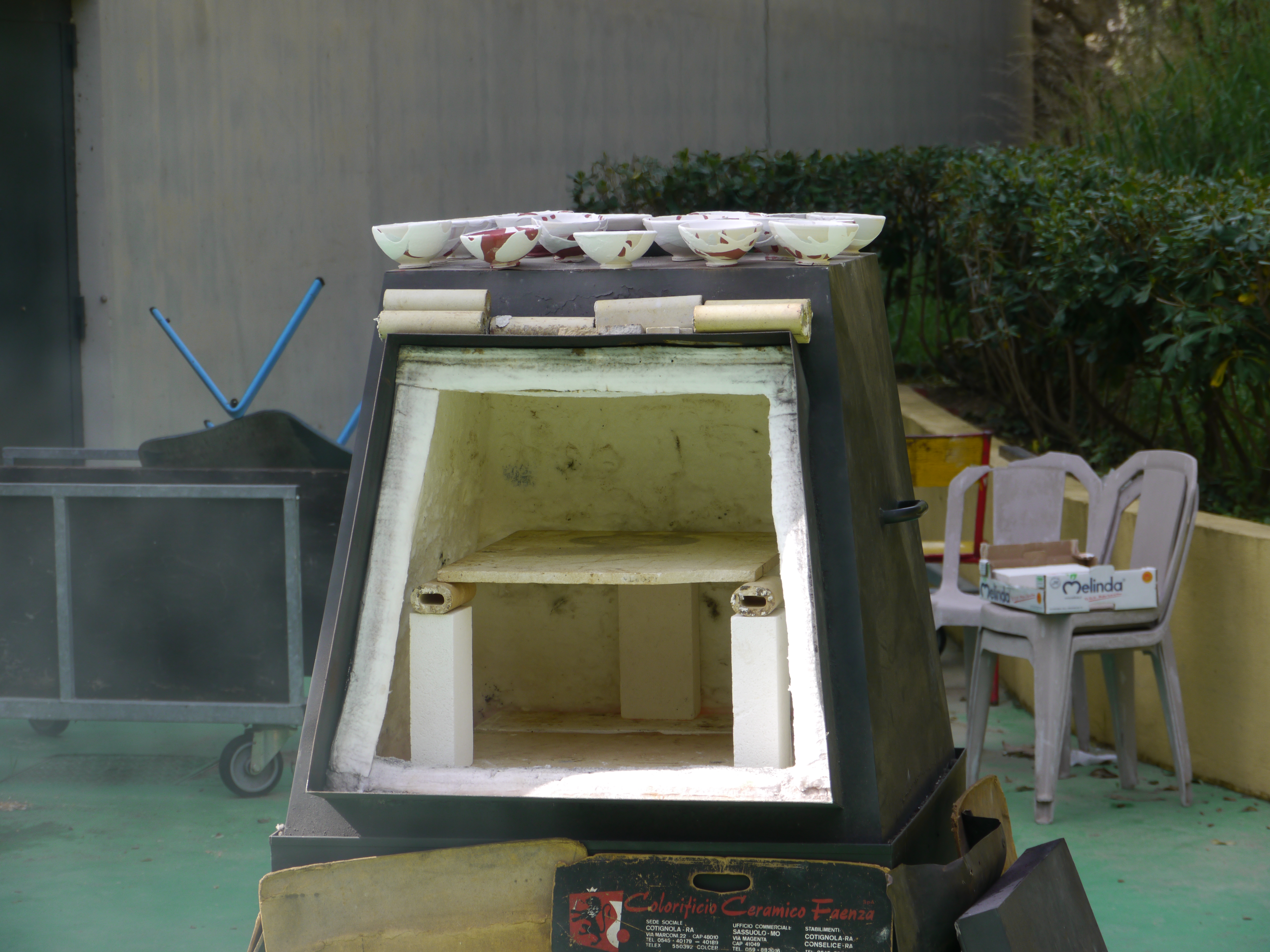
Přežah – vypálení na nižší teplotu
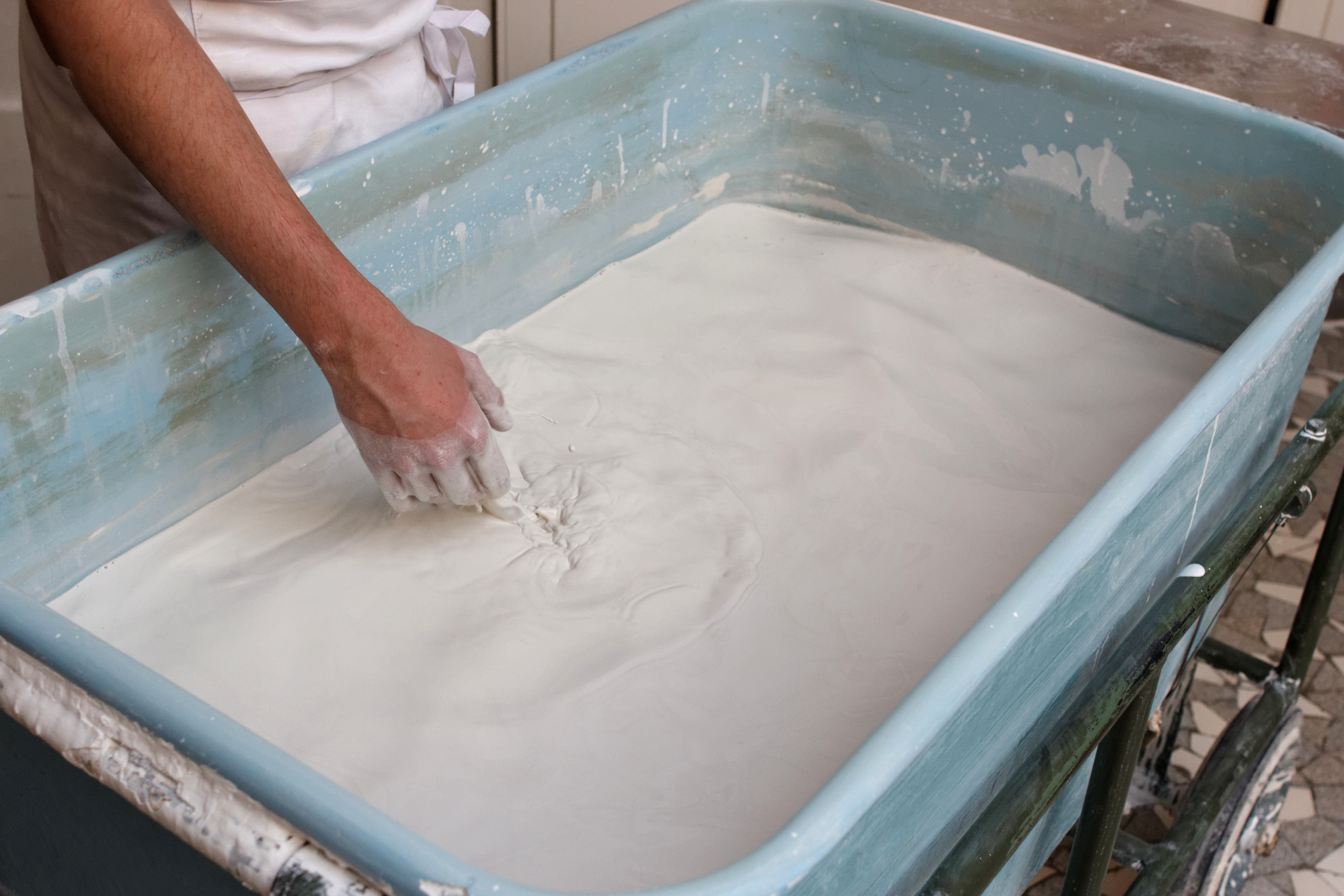
Glazování – ponořením se opatří sklovitou polevou
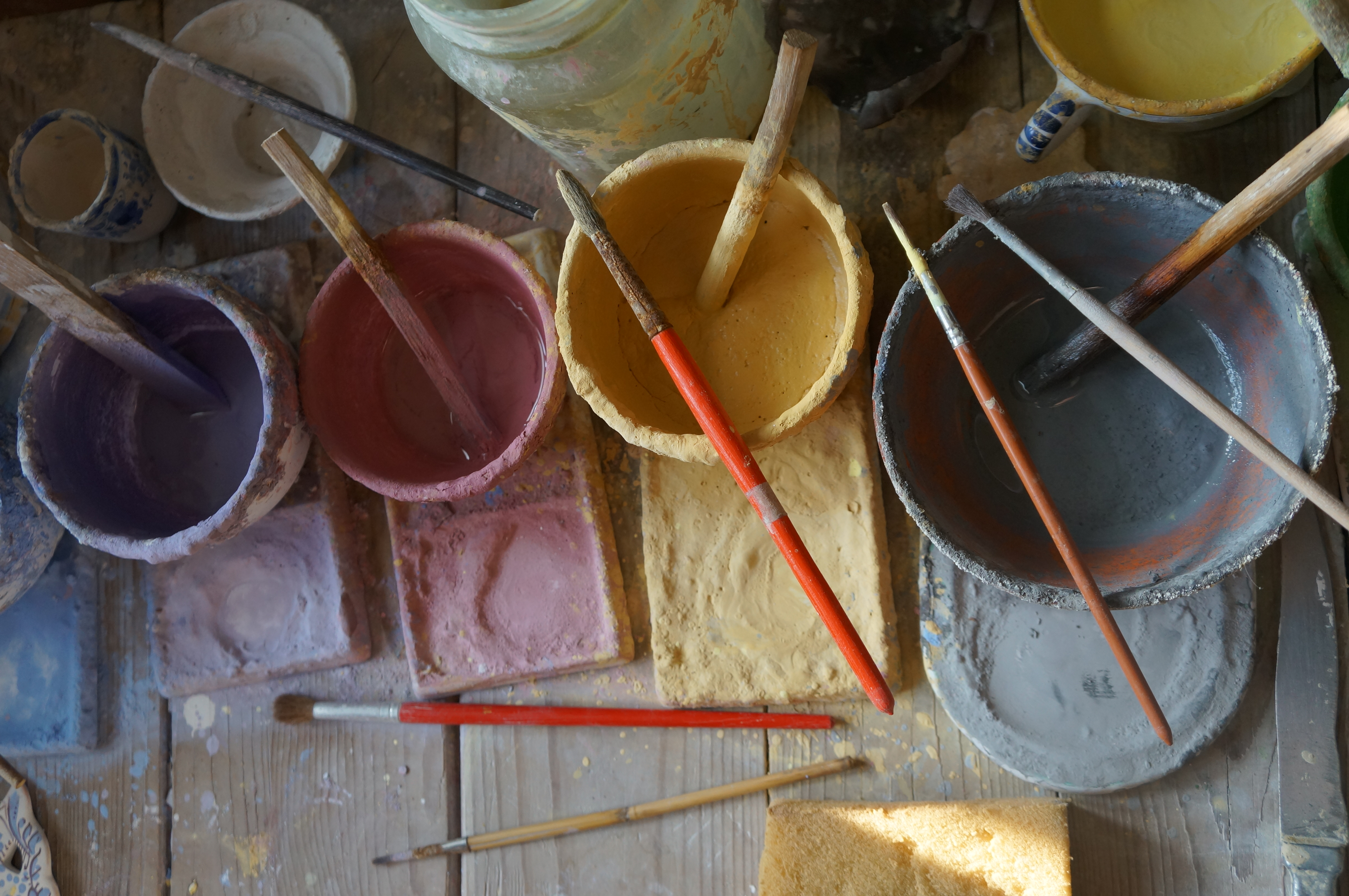
Na zaschlou glazuru se nanese barevný vzor
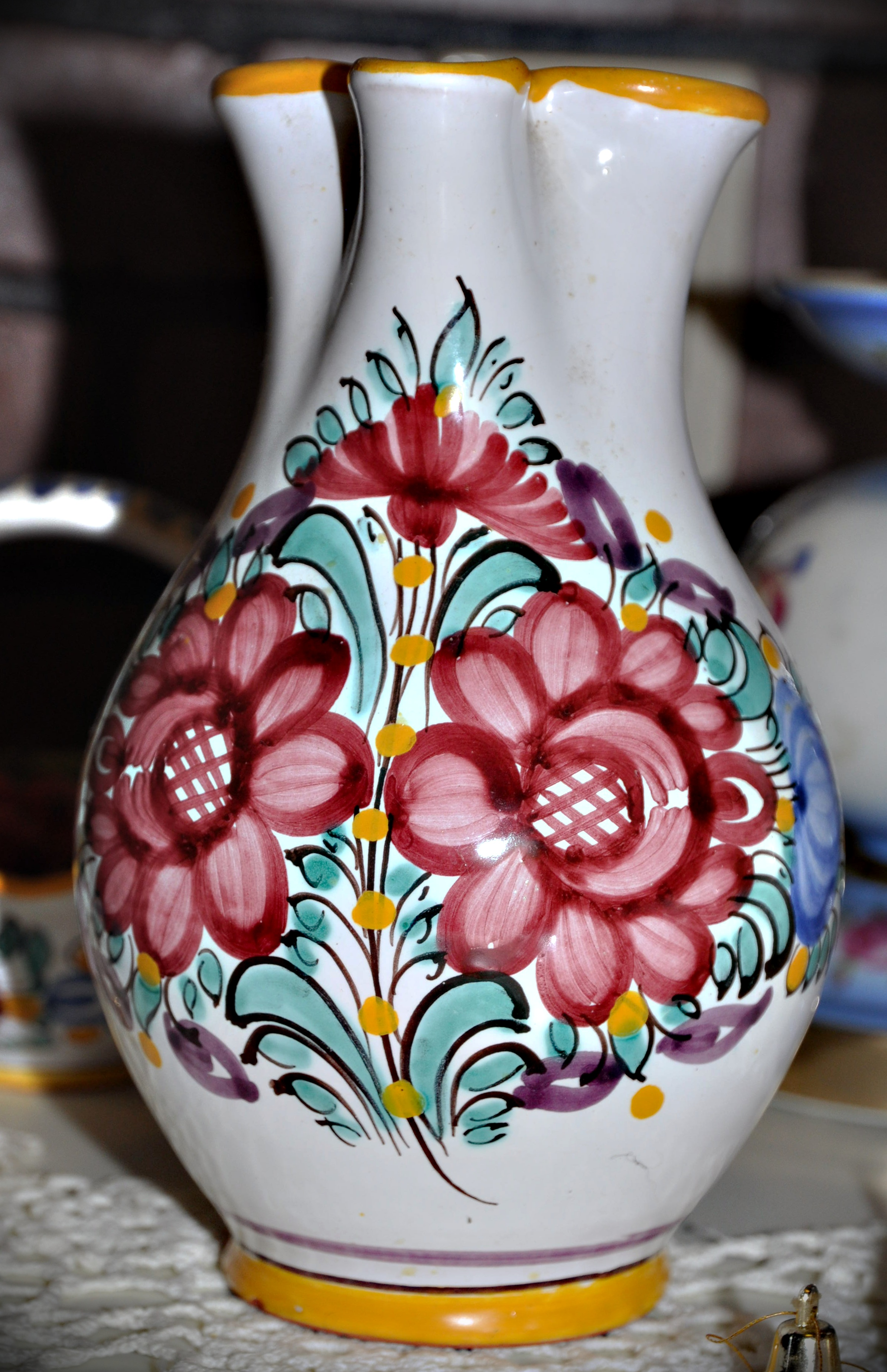
A po druhém vypálení je výsledný produkt na světě